# Simon stenhuggare
Simon var en svensk stenhuggare verksam i Dalarna i mitten av 1600-talet.
Simon fick 1661 betalning för att utföra ett stenaltare till Åls kyrka i Dalarna och 1671 daterade han den så kallade Brudportalen i Leksands kyrka. Eftersom signaturen på den rustika barockportalen är S.H. antar man med viss tvekan att Simon är identisk med stenhuggaren Simon Hake från Kopparberget som 1637 omnämns som gesäll och på 1640-talet antogs som mästare i Stockholm. Till Simon attribueras även en dopfunt i Ore kyrka i Dalarna. 